# Самарийтрииндий
Самарийтрииндий — бинарное неорганическое соединение
самария и индия
с формулой In3Sm,
кристаллы.

## Получение
- Сплавление стехиометрических количеств чистых веществ:

{\displaystyle {\mathsf {Sm+3In\ {\xrightarrow {1120^{o}C}}\ In_{3}Sm}}}

## Физические свойства
Самарийтрииндий образует кристаллы
кубической сингонии, пространственная группа P m3m, параметры ячейки a = 0,4627 нм, Z = 1,
структура типа тримедьзолота AuCu3
.
Соединение конгруэнтно плавится при температуре 1120 °C 
(1130 °C ).